# 서동요
서동요(薯童謠)는 신라 진평왕(眞平王) 대(599년 이전)에 이루어진 동요, 혹은 참요(시대적 상황이나 정치적 징후 따위를 암시하는 민요)이다. 이는 백제 무왕(武王)이 소년 시절에 지어 아이들에게 널리 부르게 했다고 알려져 있다. 서동(무왕의 아명)이라는 개인의 음모로 당시 아동들에게 불린 동요이기는 하나, 전대에 그러한 형식의 민요가 널리 불려 이것이 4구체의 향가로 정착된 것으로 추측된다. 따라서 서동요는 향가 중의 가장 오랜 형태로 그 형식은 4구체로 알려져 있다. 고려 시대의 승려 일연이 저술한 《삼국유사》에 수록되어 있다. 
‘서동’은 서여(薯蕷, 마)를 비롯한 산약과 산나물을 캐어 생활을 이어가던 소년의 무리를 지칭하던 보통명사로서 초동(樵童)·목동(牧童) 등과 같은 종류의 집합명칭이라고 볼 수 있다. 그러므로 이 「서동요」는 서동들에 얽힌 이야기, 그 속에 들어 있는 하나의 노래로 전승된 것이라 하겠다. 즉, 「서동요」는 서동들의 노래로서 구체적인 작자를 찾을 수 없는 공동으로 제작되어 전승된 민요적 성격을 띠고 있다.

## 줄거리
백제 무왕의 이름은 장(璋). 일찍이 어머니가 과부가 되어 서울(서라벌) 남쪽 연못가에 집을 짓고 살던 중 그 연못의 용(龍)과 정을 맺어 그를 낳았다. 아명(兒名)은 서동(薯童). 그 도량이 비상하고 항상 서여(마)를 캐어 팔아서 생계로 삼고 있었으므로, 사람들이 아명을 그리 부른 것이다.
그는 신라 진평왕의 셋째 선화(善花)공주가 아름답다는 말을 듣고 더벅머리를 깎고 서울로 올라왔다. 그러고는 동네 아이들에게 마(麻)를 주며 자신을 따르게 했다. 드디어 노래 하나를 지어 아이들에게 부르게 했다.

| 원문                                                  | 양주동 역                                                          | 홍기문 역                                                   | 김완진                                                            | 조성훈                                                             |
| ----------------------------------------------------- | ------------------------------------------------------------------ | ----------------------------------------------------------- | ----------------------------------------------------------------- | ------------------------------------------------------------------ |
| 善化公主主隱 他密只嫁良置古 薯童房乙 夜矣夘乙抱遣去如 | 善化公主니믄 ᄂᆞᆷ 그ᅀᅳ지 얼어 두고 맛둥바ᄋᆞᆯ 바ᄆᆡ 몰 안고 가다        | 善化公主니ᄆᆞᆫ ᄂᆞᆷ 그ᅀᅳ기 얼어 두고 셔동 지블 바므란 안고 가다 | 善化公主니리믄 ᄂᆞᆷ 그ᅀᅳᆨ 어러 두고 서동 방ᄋᆞᆯ 바매 알ᄒᆞᆯ 안고 가다    | 善化公主님은 ᄂᆞᆷ 그ᅀᅳᆨ 어라 두고 맛둥 방ᄋᆞᆯ 새배ᄋᆡ 돌보고 가에        |
| 善化公主主隱 他密只嫁良置古 薯童房乙 夜矣夘乙抱遣去如 | 선화공주님은 남몰래 통정해 두고 맛둥 도련님을 밤에 몰래 안고 간다. | 선화공주님은 남 몰래 시집 가서 서동이를 밤이면 안고 간다.   | 선화공주님은 남 몰래 짝 맞추어 두고 서동방을 밤에 알을 안고 간다. | 선화공주님은 남 몰래 시집가 두고 맛둥 서방을 새벽에 돌보고 갑니다. |

## 의미
미륵사 창건설화에 의하면, “무왕과 왕비(선화공주)가 사자사(師子寺)로 가는 도중 연못 속에서 솟아오른 미륵삼존상(彌勒三尊像)을 만나 이를 모시기 위하여 미륵사를 창건하였다”고 한다. 여기서 중요한 것은 미륵이 하늘에서 내려온 것이 아니라 연못에서 솟아 나왔다는 점이다. 미륵불국토(彌勒佛國土)를 이룰 수 있는 땅이라 여기고, 이를 실현시킬 인물로서 장이 추대되었다. 미륵불국토의 실현은 전쟁의 패배로 지친 백성에게 앞으로의 전생에서 승리할 수 있다는 믿음과 미륵불국토의 실현을 위해서 희생된 자신이 다시 미륵에 의해서 구제받을 수 있다는 신념을 심어주었을 것으로 생각된다.
또 무왕은 익산 천도를 통해 권력을 장악하기를 기도했다. 비록 이는 실패했으나, 관산성 전투 패배 이후 악화된 왕권이 무왕 때 다소 회복되기 시작하였다. 
그래서 『삼국유사』에 인용된 서동설화 속의 무강왕을 무왕이라고 하는데, 서동설화는 동성왕과 관련된 혼인설화와 무왕대의 미륵사 창건 연기설화 외에, 무령왕이 즉위 전 익산 지역의 담로장(擔魯長)으로서 이 지역을 다스린 데서 생겨난 이야기들이 혼재되어 생긴 설화라는 가설도 있다. 

## 전해오는 이야기
사료가 거의 남아있지 않은 한국 고대사에서 정확한 실상을 파악하기란 어렵다. 일연의 《삼국유사》2권 무왕조(武王條)에 따르면 서동요가 서울(서라벌)에 퍼져 대궐에까지 스며들어 갔고, 백관(百官)들이 크게 간(諫)하여 공주를 멀리 귀양보내게 되었다. 떠날 때 왕후는 그 딸에게 순금을 두른 말을 주었다. 공주가 귀양길에 오를 때 서동이 도중에서 나와 맞이하여 시위(侍衛)해 가겠노라 했다. 공주는 그가 어디서 온지도 모르나 우연히 믿고 기뻐하며 정을 나누었다. 그 후에야 서동이란 것을 알았다.
함께 백제로 와서 공주는 어머니가 준 금을 내놓으며 장차 생계를 꾀하려 하니 이때 서동은 크게 웃으며 "이것이 무엇이냐?" 했다. 공주는 "이것이 황금이니 가히 백 년을 넉넉히 살 수 있을 것"이라 하자 서동은 말하기를 "내가 어려서부터 마를 파던 땅엔 이런 것이 흙과 같이 쌓였다." 하니 공주는 크게 놀라며 그것은 천하의 지보(至寶)이니 그 보물을 부모님이 계신 서라벌 궁궐에 보내는 것이 어떠하냐고 했다.
서동이 좋다 하며 금덩이를 모아 구릉(丘陵)과 같이 쌓아 놓고 용화산(龍華山) 사자사(師子寺)의 지명법사(知命法師)에게 금 수송의 방책을 물었다. 법사는 "내 신력(神力)으로 금을 신라로 옮기리라." 하니, 선화공주가 편지와 함께 금덩이를 절간 앞에 갖다 놓았다. 곧 법사가 신력으로 하룻밤 사이에 신라 궁중으로 옮겨 놓았다. 신라의 진평왕은 그의 신이(神異)함을 존경하고, 자주 편지를 보내어 문안을 물었다. 서동은 신라의 도움으로 민심을 얻고 백제 왕위에 오르게 되었다.

## 서동요와 익산 미륵사 창건 논란
기존에는 일연의 삼국유사를 기반으로 미륵사 창건이 선화공주가 중심이 됐다는 설이 지배적이었다. 그러나 2009년 1월 14일 익산 미륵사지 석탑 해체 중 금동사리함 명문이 발견되면서 역사학계에 파문이 일었다. 사리함 명문에는 '우리 백제 왕후께서는 좌평(佐平) 사택적덕(沙宅積德)의 따님으로 지극히 오랜 세월에 선인을 심어 금생에 뛰어난 과보를 받아 만민을 어루만져 기르시고 불교의 동량이 되셨기에 정재를 희사하여 가람을 세우시고, 기해년(639년) 정월 29일에 사리를 받들어 맞이했다.'라고 적혀있다.
그 결과 미륵사지 석탑의 준공 당시 무왕의 왕비는 선화공주가 아니라 사택왕후라는 것이 확인되었다. 이러한 이유로 무왕과 선화공주의 결혼이 후대에 꾸며진 허구라는 식의 주장이 대두되고 있다. 그러나 역사학계에서는 대부분의 설화가 역사적 사실을 바탕으로 전승되어 온 것을 감안할 때, 선화공주의 능이라고 추측되는 쌍릉의 존재가 아직 남아 있으므로 섣부른 결론은 지양해야 한다는 입장이다.

## 서동요를 소재로 하는 작품

### 드라마
- 서동요

## 같이 보기
- 무왕
- 사택왕후
- 향가
- 전설
- 설화
- 민담

## 참고 문헌
- 이 문서에는 다음커뮤니케이션(현 카카오)에서 GFDL 또는 CC-SA 라이선스로 배포한 글로벌 세계대백과사전의 내용을 기초로 작성된 글이 포함되어 있습니다.